# Дрого Отвільський
Дрого Отвільський (фр. Drogon de Hauteville; італ. Drogone d'Altavilla; лат. Drogo, помер 10 серпня 1051 року) — другий нормандський граф Апулії з роду Отвілів. Він очолив нормандців Південної Італії після смерті свого брата, Вільгельма Залізнорукого.

## Біографія
Дрого був сином Танкреда Отвільського від його першої дружини Муріелли. Гоффредо Малатерра вказує його як другого сина після Вільгельма Залізнорукого, тоді як Ромуальд Гуарна називає його третім, після Серло та Онфруа. Малоймовірно, що Вільгельм був старшим за Серло, оскільки Серло залишився в Нормандії, щоб успадкувати майно свого батька, тоді як Дрого, Вільгельм і Онфруа вирушили до Південної Італії.
Оскільки Танкред мав багато синів, а його майна не вистачало, щоб задовольнити їх усіх, Дрого та багато його братів невдовзі були змушені шукати щастя в іншому місці.

### Перші роки в Південній Італії
Близько 1035/1037 року Дрого вирушив до Південної Італії разом зі своїми братами Вільгельмом та Онфруа на службу до графа Аверси Райнульфа Дренгота, першого нормандського найманця в Південній Італії, якому було надано земельний лен. Разом з Райнульфом брати Отвіль брали участь у військових діях під проводом князя Салернського Гваймара IV проти князя Капуанського Пандульфа IV.
З часом Дрого та його брати перейшли під пряму службу до лангобардського князя Гваймара IV. Під керівництвом Ардуїна нормандські та лангобардські лицарі приєднались до візантійської армії в спробі відвоювати Сицилію у сарацинів. Однак через два роки вони покинули візантійців через суперечку щодо здобичі. Натомість у 1040 році вони приєдналися до лангобардського повстання в Апулії, цього разу вже проти візантійців.
Під час згаданого повстання брат Дрого, Вільгельм Залізнорукий зумів утримати нормандців під своїм контролем і став ключем до багатьох перемог. Таким чином, у вересні 1042 року Вільгельма було призначено графом усіх норманів в Апулії зі столицею норманів у Мельфі. Його титул і території були визнані Гваймаром IV, у свою чергу Вільгельм оголосив себе васалом Гваймара, а Гваймар прийняв титул герцога Апулії та Калабрії. Сам Дрого при цьому отримав в лен Венозу, а пізніше також зайняв Бовіно у 1045 році.

### Граф Апулії та Калабрії
Після смерті бездітного Вільгельма Залізорукого у 1046 році, Дрого було обрано на наступного графа Апулії, хоча на цей титул також претендував П'єр I Транійський. Гваймар IV Салернський визнав спадкоємство Дрого та віддав йому заміж свою доньку. Легітимність Дрого значно зросла, коли імператор Генріх III прибув до Південної Італії в 1047 році: Дрого зустрівся з імператором і віддав йому шану, а Генріх III підтвердив його володіння та надав йому титул «Dux et magister totius italiae comesque Normannorum totius Apuliae et Calabriae», дослівно з латини «герцог і господар всієї Італії та граф усіх норманів в Апулії та Калабрії». При цьому Генріх III не визнав титулу Гваймара IV як «герцога Апулії та Калабрії», що формально означало, що Дрого надалі вже не був вассалом Гваймара, а ставав прямим вассалом імператора.
Під час володарювання Дрого, між 1046 і 1047 роками до Південної Італії прибув його зведений по матері брат Роберт Отвільський «Гвіскар». Однак Дрого прийняв його холодно, не надавши йому жодного лену та відправивши до Калабрії, щоб позбутися його, ймовірно, побоюючись його конкуренції за графство. Дрого також спочатку відмовився погодити шлюб Роберта з Альберадою з Буональберго. Якщо врахувати, що шлюб Роберта та Альберади пізніше було анульовано через кровну спорідненість, Дрого міг мати на це реальні причини; однак твердження про кровну спорідненість зазвичай розглядається як привід для розлучення.
Під час свого правління Дрого ув'язнив Річарда Дренгота, одного з претендентів на спадкоємство Аверського графства. Причина подальшого звільнення Річарда незрозуміла. За словами Амата з Монтекассіно, Гваймар IV Салернський тиснув на Дрого, щоб той звільнив його. Або ж Дрого міг тримати Річарда в полоні, щоб Вільям Беллабокка, регент Аверського графства та, можливо, родич Дрого, зберіг свою владу. Якщо це так, то Дрого, ймовірно, звільнив Річарда після того, як аверсанці вигнали Беллабокку, оскільки тримати його в полоні більше не мало сенсу.

### Смерть і спадкоємство
Ближче до кінця свого правління Дрого зустрівся з папою Левом IX, коли той прибув до Південної Італії, щоб відновити Libertas Ecclesiae згідно з директивами Генріха III. Однак, коли він повертався із зустрічі з папою, його було вбито разом з кількома його послідовниками 10 серпня 1051 року (в день Святого Лаврентія), коли він входив до каплиці свого замку в Монте-Іларіо, поблизу Бовіно, щоб відвідати месу. Гоффредо Малатерра зазначив, що Дрого вбив лангобард з його оточення. Дрого, ймовірно, став жертвою антинормандської змови, очолюваної Аргіром, візантійським катепаном Італії, який намагався повернути регіон під владу Візантійській імперії. Дрого був похований в абатстві Сантіссіма-Трініта у Венозі.
Його наступником став його брат Онфруа.

## Родина
1 Дружина — Альтруда.
Діти:
- Річард Отвільський
- Рокка
- Ерембурга

2 Дружина — Гайтельгріма, дочка Гваймара IV Салернського (не та сама, що ця Гайтельгріма, яка була княгинею Капуї).
Діти: не було.